# Relations entre les Tonga et l'Union européenne
Les relations entre les Tonga et l’Union européenne reposent principalement sur les accords ACP. L'Union a octroyé 15 millions d'euros aux Tonga pour la période 2008-2013 au titre du 10e Fonds européen de développement.

## Sources

## Compléments